# メリルボーン
マーリボーン(Marylebone)は、ロンドン中心部シティ・オブ・ウェストミンスターにある地区。
オックスフォード・ストリート、マーリボーン・ロード、エッジウェア・ロード、グレートポートランド・ストリートに囲まれる地区。名前の由来は聖母マリアで、現在タイバーンと呼ばれる小川 (ボーン) があったことからボーンの聖マリアという集落があり、現存する聖マーリボーン教区教会がその中心であった。
ビートルズのジョン・レノン、オノ・ヨーコ夫妻が結婚前の1968年に作品制作で同棲していたことがあった。美術館ウォレス・コレクションやマダム・タッソー館があり、またアップル本社もあった。
メリルボーン・ハイストリートは様々な専門店が並ぶ地元のセレブ御用達の商店街である。

## 交通
ナショナル・レールおよびロンドン地下鉄・ベーカールー線のメリルボーン駅など